# Okres Affoltern
Okres Affoltern (německy Bezirk Affoltern) je jedním z 12 okresů v kantonu Curych ve Švýcarsku. Administrativním centrem okresu je Affoltern am Albis.

## Poloha, popis
Okres se rozkládá na jihozápadě kantonu Curych. Rozkládá se mezi pohořím Albis na východě a řekou Reuss na západě. Nadmořská výška území je zhruba 380–915 m. Rozloha okresu je 113,03 km².
Okresem prochází od severu k jihu dálnice A4. Ve stejném směru je také vedena železniční trať Curych–Zug.
Okres Affoltern sousedí s okresem Horgen na východě, okresem Curych na severovýchodě, okresem Dietikon na severu, kantonem Aargau na západě a kantonem Zug na jihu.

## Seznam obcí
Okres Affoltern zahrnuje 14 obcí. Většina obcí patří do curyšské aglomerace. Zejména jeho jižní část je však stále považována za převážně venkovský region kantonu Curych.
| Znak               | Název obce         | Počet obyvatel (31. 12. 2023) | Rozloha (km²) | Hustota zalidnění (obyv./km²) |
| ------------------ | ------------------ | ----------------------------- | ------------- | ----------------------------- |
| Aeugst am Albis    | Aeugst am Albis    | 1998                          | 7,91          | 253                           |
| Affoltern am Albis | Affoltern am Albis | 12 859                        | 10,59         | 1214                          |
| Bonstetten         | Bonstetten         | 5678                          | 7,43          | 764                           |
| Hausen am Albis    | Hausen am Albis    | 3974                          | 13,60         | 292                           |
| Hedingen           | Hedingen           | 3963                          | 6,53          | 607                           |
| Kappel am Albis    | Kappel am Albis    | 1323                          | 7,92          | 167                           |
| Knonau             | Knonau             | 2454                          | 6,47          | 379                           |
| Maschwanden        | Maschwanden        | 644                           | 4,69          | 137                           |
| Mettmenstetten     | Mettmenstetten     | 5707                          | 13,03         | 438                           |
| Obfelden           | Obfelden           | 5881                          | 7,54          | 780                           |
| Ottenbach          | Ottenbach          | 2973                          | 5,02          | 592                           |
| Rifferswil         | Rifferswil         | 1145                          | 6,51          | 176                           |
| Stallikon          | Stallikon          | 3879                          | 12,02         | 323                           |
| Wettswil am Albis  | Wettswil am Albis  | 5323                          | 3,77          | 1412                          |
| Celkem (14)        | Celkem (14)        | 57 801                        | 113,03        | 511                           |